# チカゴーロ・ドナーノ
チカゴーロ・ドナーノは、堂島孝平と池田貴史（100s/レキシ）が主催する、トークイベント。堂島孝平、池田貴史自身が企画構成を行い、新宿ロフトプラスワンにて2009年6月22日からスタート。平均3ヶ月に1回のペースで行われている。2011年11月の第10回で、初めて大阪（心斎橋JANUS）にて開催された。
当初はメインゲストと聞き役ゲストの2種類のゲストを招いていたが、現在は聞き役ゲストとして出演していたTOMOHIKO、小松シゲル（NONA REEVES）もレギュラーメンバーとなっている。ゲストを含め、出演者は主にミュージシャンである。ステージ上では、トークに合わせリアルタイムで情報整理を行う映像オペレーターのマイコンくん（浅田秀之）がいる。
2013年6月12日に行われた第13回目から内容をリニューアルし、チカゴーロ・ドナーノpresents 『DONANO THE MOVIE』としてオリジナル映像を制作。その映像を会場で公開し、トークをするスタイルとなった。

## 歴史
1. 2009年6月22日[2]／ゲスト：西寺郷太、TOMOHIKO／お題：タロット占い
2. 2009年9月24日／ゲスト：小松シゲル、永友聖也（キャプテンストライダム）／お題：私と缶コーヒー、私と妖怪たち
3. 2010年1月12日／ゲスト：會田茂一、小松シゲル、MOBY（SCOOBIE DO）／お題：正月ドナーノ、俺たちのTVドラマ
4. 2010年4月15日／ゲスト：ワタナベイビー、永友聖也（キャプテンストライダム）／お題：私と妖怪たちII
5. 2010年6月29日／ゲスト：DE DE MOUSE、小松シゲル／お題：俺たちのジブリ
6. 2010年11月29日／ゲスト：西寺郷太、張替智広（キンモクセイ）／お題：ミュージシャンのあらゆる仕事（今こそ光GENJI）
7. 2011年4月13日／ゲスト：美甘子、TOMOHIKO、小松シゲル／お題：レキシ大研究
8. 2011年8月1日／ゲスト：やついいちろう（エレキコミック）、MOBY（SCOOBIE DO）／お題：稲川淳二ってドナーノ？
9. 2011年11月1日／ゲスト：ハナレグミ、久保田泰平／お題；俺たちの少女時代
10. 2011年11月7日／ゲスト：ワタナベイビー／お題：ドナーノのレキシ
11. 2012年6月5日／ゲスト：グローバー義和／お題：お勉強ってドナーノ？
12. 2012年11月17日／ゲスト：真城めぐみ／お題：マシロミシュラン
13. 2013年6月12日／『DONANO THE MOVIE』vol.01／監督：堂島孝平

## テーマ曲
「チカゴーロ・ドナーノのテーマ」（ドナーノ兄弟＜堂島孝平×池田貴史＞）
「ロフトプラスワン公式サウンドトラック Vol.1」（2010年6月30日発売）に収録
LPOST-1500 / ￥2,100(tax in) / ※ロフトグループ各店舗などで限定発売

## 楽曲
ワタナベイビーがイベントで披露した楽曲。
1. I My Me Mine 今夜
2. 鼻先でジャーニー
3. おまえは犬、おまえこそ犬
4. 堂島はどう？小島はこう？中島はなか？MOBYはどう？スクービードゥ？
5. カメラ す エストラパトス

### 参考資料
- 堂島孝平Official Website
- レキシオフィシャルサイト